# 하루미치촌
하루미치촌(治道村)은 나라현 북서부, 소에카미군에 속해있던 촌이다. 현재의 야마토코리야마시의 일부에 해당한다.

## 역사
- 1889년 4월 1일 - 정촌제 시행에 의해 소에카미군 하루미치촌이 성립하였다.
- 1953년 12월 10일 - 고리야마정에 편입해, 소멸하였다.